# Гран-при Бейрас и Серра-да-Эштрела 2023
5-й выпуск Гран-при Бейрас и Серра-да-Эштрела — шоссейного тура по дорогам португальских регионов Кова-да-Бейра и Серра-да-Эштрела. Гонка прошла с 26 по 28 мая 2024 года в рамках Европейского тура UCI 2024 (категория 2.2). Победителем стал российский велогонщик Артём Ныч.

## Участники
| UCI ProTeams (2)- Burgos-BH - Caja Rural-Seguros RGA UCI Continental Teams (12)- Aviludo-Louletano-Loulé Concelho - ABTF Betão-Feirense - AP Hotels & Resorts-Tavira-SC Farense - Credibom-La Alumínios-Marcos Car - Efapel Cycling - Glassdrive-Q8-Anicolor - Rádio Popular-Paredes-Boavista - Tavfer-Ovos Matinados-Mortágua - BAI Sicasal Petro de Luanda - Electro Hiper Europa - NSJBI Victoria Sports Cycling Team - XSpeed United Continental Любительские, клубные или региональные команды (3)- JV Perfis Windmob - Óbidos Cycling Team - Santa Maria da Feira-Segmento d´Epoca |
| |

## Маршрут
На заключительном этапе пелотону пришлось столкнуться с подъёмами третьей категории в первой части гонки, первой на экваторе, двумя подъёмами третьей категории во второй половине и финальным подъёмом в 1,9 км при среднем уклоне 4,9 %.
| Этап | Дата   | Маршрут | type               | Длина (км) | Победитель       | Лидер генеральной классификации |
| ---- | ------ | ------- | ------------------ | ---------- | ---------------- | ------------------------------- |
| 1    | 26 май |         | командная разделка |            | Burgos-BH        | Пелайо Санчес                   |
| 2    | 26 май |         | холмистый          |            | Юрий Лейтау      | Эрик Фагундез                   |
| 3    | 27 май |         | холмистый          |            | Юрий Лейтау      | Пелайо Санчес                   |
| 4    | 28 май |         | холмистый          |            | Abel Balderstone | Артём Ныч                       |

## Ход гонки
После двух благоприятных дней для спринтеров, где две победы одержал Юрий Летайо обстановка изменилась с появлением гор. Восхождение на Альто-да-Торре и последний подъем на Серра-де-Гуарда разбили гонку на множество частей. И Абель, и Джокин были ключевыми игроками зеленой команды, которые смогли справиться с ситуацией в гонке. Оба попали в группу из примерно двадцати гонщиков, когда дорога стала сложной. С этого момента атаки были постоянными, и два гонщика RGA, смогли остаться впереди вместе с такими спортсменами, как Фредерико Фигейредо, Пелайо Санчес или Артем Ныч. Последнему удалось сбежать вместе с Бальдерстоуном в дуэте, который в конечном итоге одержал победу. Россиянин выиграл общий зачет, но Абель поднял руки на финише, чтобы закрепить свой первый успех в качестве профессионального велосипедиста.

## Лидеры классификаций
| Этап |                    | Победитель _     | Генеральная классификация _ |
| ---- | ------------------ | ---------------- | --------------------------- |
| 1    | командная разделка | Burgos-BH        | Пелайо Санчес               |
| 2    | холмистый          | Юрий Лейтау      | Эрик Фагундез               |
| 3    | холмистый          | Юрий Лейтау      | Пелайо Санчес               |
| 4    | холмистый          | Abel Balderstone | Артём Ныч                   |
| Итог | Итог               |                  | Артём Ныч                   |

## Итоговое положение
| \| Генеральная классификация \| Генеральная классификация \| Генеральная классификация \| Генеральная классификация \| Генеральная классификация \| \| Гонщик \| Гонщик \| Команда \| Время \| \| \| ------------------------- \| ------------------------- \| ------------------------- \| ------------------------- \| ------------------------- \| \| 1-й \| Артём Ныч \| Glassdrive-Q8-Anicolor \| 13ч 36' 35 \| \| \| 2-й \| Abel Balderstone \| Caja Rural-Seguros RGA \| + 41 \| \| \| 3-й \| Пелайо Санчес \| Burgos-BH \| + 52 \| \| |                  |                        |            |
| |                  |                        |            |
| Источник: ProCyclingStats |                  |                        |            |
| Генеральная классификация |                  |                        |            |
| Гонщик | Гонщик           | Команда                | Время      |
| 1-й | Артём Ныч        | Glassdrive-Q8-Anicolor | 13ч 36' 35 |
| 2-й | Abel Balderstone | Caja Rural-Seguros RGA | + 41       |
| 3-й | Пелайо Санчес    | Burgos-BH              | + 52       |

| Очковая классификация | Очковая классификация | Очковая классификация  | Очковая классификация | Очковая классификация |
| Гонщик                | Гонщик                | Команда                | Очки                  |                       |
| --------------------- | --------------------- | ---------------------- | --------------------- | --------------------- |
| 1-й                   | Хавьер Каньельес      | Electro Hiper Europa   | 53 очков              |                       |
| 2-й                   | Пелайо Санчес         | Burgos-BH              | 31 очков              |                       |
| 3-й                   | Abel Balderstone      | Caja Rural-Seguros RGA | 31 очков              |                       |

| Очковая классификация | Очковая классификация | Очковая классификация  | Очковая классификация | Очковая классификация |
| Гонщик                | Гонщик                | Команда                | Очки                  |                       |
| --------------------- | --------------------- | ---------------------- | --------------------- | --------------------- |
| 1-й                   | Хавьер Каньельес      | Electro Hiper Europa   | 53 очков              |                       |
| 2-й                   | Пелайо Санчес         | Burgos-BH              | 31 очков              |                       |
| 3-й                   | Abel Balderstone      | Caja Rural-Seguros RGA | 31 очков              |                       |

| Горная классификация | Горная классификация | Горная классификация   | Горная классификация | Горная классификация |
| Гонщик               | Гонщик               | Команда                | Очки                 |                      |
| -------------------- | -------------------- | ---------------------- | -------------------- | -------------------- |
| 1-й                  | Фредерико Фигеиредо  | Glassdrive-Q8-Anicolor | 16 очков             |                      |
| 2-й                  | Джеймс Уилан         | Glassdrive-Q8-Anicolor | 10 очков             |                      |
| 3-й                  | Пелайо Санчес        | Burgos-BH              | 8 очков              |                      |

| Горная классификация | Горная классификация | Горная классификация   | Горная классификация | Горная классификация |
| Гонщик               | Гонщик               | Команда                | Очки                 |                      |
| -------------------- | -------------------- | ---------------------- | -------------------- | -------------------- |
| 1-й                  | Фредерико Фигеиредо  | Glassdrive-Q8-Anicolor | 16 очков             |                      |
| 2-й                  | Джеймс Уилан         | Glassdrive-Q8-Anicolor | 10 очков             |                      |
| 3-й                  | Пелайо Санчес        | Burgos-BH              | 8 очков              |                      |

| Молодёжная классификация | Молодёжная классификация | Молодёжная классификация | Молодёжная классификация | Молодёжная классификация |
| Гонщик                   | Гонщик                   | Команда                  | Время                    |                          |
| ------------------------ | ------------------------ | ------------------------ | ------------------------ | ------------------------ |
| 1-й                      | Duarte Domingues         | Glassdrive-Q8-Anicolor   | 13ч 53' 51               |                          |
| 2-й                      | Tiago Ferreira           |                          | + 11' 04                 |                          |
| 3-й                      | Lucas Lopes              | Electro Hiper Europa     | + 11' 05                 |                          |

| Молодёжная классификация | Молодёжная классификация | Молодёжная классификация | Молодёжная классификация | Молодёжная классификация |
| Гонщик                   | Гонщик                   | Команда                  | Время                    |                          |
| ------------------------ | ------------------------ | ------------------------ | ------------------------ | ------------------------ |
| 1-й                      | Duarte Domingues         | Glassdrive-Q8-Anicolor   | 13ч 53' 51               |                          |
| 2-й                      | Tiago Ferreira           |                          | + 11' 04                 |                          |
| 3-й                      | Lucas Lopes              | Electro Hiper Europa     | + 11' 05                 |                          |

| Командная классификация по времени | Командная классификация по времени | Командная классификация по времени | Командная классификация по времени |
| Команда                            | Команда                            | Время                              |                                    |
| ---------------------------------- | ---------------------------------- | ---------------------------------- | ---------------------------------- |
| 1-й                                | Burgos-BH                          | 40ч 12' 06                         |                                    |
| 2-й                                | Electro Hiper Europa               | + 4' 48                            |                                    |
| 3-й                                | Glassdrive-Q8-Anicolor             | + 6' 40                            |                                    |

| Командная классификация по времени | Командная классификация по времени | Командная классификация по времени | Командная классификация по времени |
| Команда                            | Команда                            | Время                              |                                    |
| ---------------------------------- | ---------------------------------- | ---------------------------------- | ---------------------------------- |
| 1-й                                | Burgos-BH                          | 40ч 12' 06                         |                                    |
| 2-й                                | Electro Hiper Europa               | + 4' 48                            |                                    |
| 3-й                                | Glassdrive-Q8-Anicolor             | + 6' 40                            |                                    |